# Нечаев, Егор Ефимович
Егор (Георгий) Ефимович Нечаев (1859—1925) — русский поэт, прозаик, один из первых пролетарских поэтов.

## Биография
Родился 25 апреля (7 мая) 1859 года в семье числившегося владимирским купцом 3‑й гильдии Ефима Петровича Нечаева. Однако ещё до революции 1917 года в биографии Е. Е. Нечаева, называемого поэтом из народа стали указывать, что он родился в семье рабочего-хрустальщика. Биографы указывают, что его отец записался в купцы, чтобы жениться на купеческой дочери Ульяне Трифоновне, отец и мать которой были против брака из-за простого происхождения жениха. После революции появилась версия убийства отца в 1877 году полицейскими, подкупленными хозяином завода Н. В. Ладыженским.
Запись в метрической книге о крещении была сделана в церкви села Харитоново Корчевского уезда Тверской губернии (ныне — деревня в Конаковском районе Тверской области. Место его рождения указал его биограф — Валериан Полянский (П. И. Лебедев-Полянский), лично знакомый с ним: «… настекольном заводе Ладыженского в селе Харитоново, Корчевского уезда, Тверской губернии».
Восьми лет он был отдан на стекольный завод, где на пятый день расплавленное стекло изуродовало ему ногу; во время лечения научился читать. В 9 лет вернулся на завод. Поиски «справедливости» часто приводили к конфликтам с начальством; в 1881 году после очередного конфликта он ушёл из Владимирской губернии с завода Г.Добровольского. В 1885 году появился в Москве. Работал мастером на заводе Дютфуа в Бутырках. Всего же на стекольных заводах Тверской, Владимирской, Московской губерний и города Москвы он проработал 47 лет.
Мысли о поэтической деятельности пришли после прочтения "в затрепанном номере журнала «Неделя» статьи об И.З.Сурикове: «Я задыхался от радости и приходил в тупик от удивления: „Значит, и мне можно писать песни?“». Начало же серьёзного поэтического творчества было положено знакомством в конце 1880‑х годов в Москве с А.А.Поповым-Монастырским, который познакомил начинающего поэта с творчеством А.С.Пушкина, М.Ю.Лермонтова, А.В.Кольцова, И.С.Никитина, редактировал его сочинения — в это время Нечаев начал писать стихи о своём рабочем окружении. «Поверить свои думы, проверить свои стихи» Нечаев заходил к И. А. Белоусову.
В начале 1890-х годов сблизился с большим другом Белоусова, М. Л. Леоновым и его кружком молодых писателей, позже вместе с ними стал одним из основателей «Суриковского литературно-музыкального кружка». Первое напечатанное стихотворение — «Зимняя картинка» (1891). С 1892 года стихи Нечаева печатались в московских газетах и журналах; творческому росту много способствовало длительное сотрудничество в журнале «Детское чтение». В 1911 и 1914 годах вышли первые сборники. В 1915 году Нечаев вернулся в Москву, где поселился на Плющихе (д. 14). После революции приобрёл признание среди участников пролетарского объединения «Кузница», в органах которого были напечатаны некоторые его стихи. Нечаев отклонял позицию Пролеткульта, направленную на разрыв с традицией, но сам оставался вне полемики.
Умер 23 ноября 1925 года. Похоронен на Ваганьковском кладбище (20 уч.). Незадолго до смерти вступил в партию большевиков.
В 1928 году Н. Ляшко и С. Обрадович осуществили «полное издание» стихов Нечаева, которое, однако, было существенно неполным.
Стихи Нечаева в простой и сдержанной форме описывают тяжесть труда на стекольных заводах и нужду рабочих, однако в них чувствуется и любовь к этому ремеслу, и любовь к природе.